# 古洞北新發展區
古洞北新發展區（英語：Kwu Tung North New Development Area）是香港政府規劃中的新發展區，位於新界北區古洞，座落於粉嶺公路以北，屬於新界東北發展計劃的一部分。政府於1990年代進行的《全港發展策略檢討》中首次提出新界東北具策略性發展潛力。其後在1998年進行的《新界東北規劃及發展研究》中，建議古洞北、粉嶺北及坪輋／打鼓嶺可發展為新發展區。根據最新規劃，古洞北將與粉嶺／上水新市鎮及粉嶺北新發展區整合為「粉嶺／上水／古洞新市鎮」。（下稱「新界東北研究」）確定古洞北、粉嶺北和坪輋／打鼓嶺適合開拓為新發展區。根據香港政府最新規劃，其會與粉嶺／上水新市鎮和粉嶺北新發展區結合成粉嶺／上水／古洞新市鎮（Fanling/Sheung Shui/Kwu Tung New Town）。

## 歷史
古洞北原定預計於2010年代初期發展，此為一綜合性新發展區發展項目。原屬於《新界東北發展計劃》的一部分，規劃署及拓展署早於1999年對外諮詢，惟其後一直發展無期。直至2007年，當局發表的《香港2030：規劃遠景與策略》（下稱《香港2030》）建議進行古洞北、粉嶺北和坪輋／打鼓嶺以及洪水橋新發展區發展計劃，以應付長遠房屋需求和提供就業機會。
2007年時任香港行政長官曾蔭權在《2007至2008年度香港行政長官施政報告》宣佈，將會恢復進行古洞北新發展區、粉嶺北新發展區、坪輋／打鼓嶺新發展區以及洪水橋新發展區的規劃及工程研究，同時古洞北新發展區、粉嶺北新發展區以及坪輋／打鼓嶺新發展區是以「三合一」的模式發展。
2009年發展局修訂上述幾個新發展區的發展大綱，密度縮減，各新發展區被定出不同的主題，以打造為多元化的社區。

## 新發展區規劃
市鎮中心位於以港鐵古洞站為中心的一片地帶，會用作私人住宅和商業發展。在2009年的修訂方案中，古洞北新發展區將會提供22,000個住宅，住宅高度限於35層，能夠容納65,000人口。現在該處石仔嶺花園和可愛忠實之家等會拆卸。
於2014年10月政府發佈的新的發展大綱圖中，「古洞北發展大綱圖」所涵蓋之規劃區佔地約447公頃。在全面發展後，該區可容納總人口約為105,500人，並提供約31,200個就業機會。新建住宅單位的公私營房屋發展比例約為58比42。
新發展區中部鄰近擬議古洞站及公共交通交匯處一帶，將規劃發展成為集住宅、零售、休閒、社會服務與社區設施的市鎮中心。貫穿南北及東西的休憩用地是主要的行人專用市鎮廣場，連接南面的古洞南現有社區及東面的河上鄉和燕崗。廣場兩旁的購物街及於擬議鐵路站周邊的住宅及商業項目。位於該區東南部設有商貿及科技園，著重商業及研發，作為古洞北新發展區的經濟及就業樞紐。康樂區位於該區的東北部，由鳳崗山公園、泳池、體育中心和運動場或運動場館組成。
新發展區善用鄰近鐵路、公路和現有口岸的地利，並同時顧及豐富的天然和生態資源，該區會發展成為「多元化發展中心」，集住宅、商業、研究與發展及農業用途於一體，另會發展零售和服務業以及設有社區和政府設施，亦會有用作自然和生態保育的土地。面積約37公頃的高生態價值塱原地區規劃作塱原自然生態公園，公園內展示耕作活動與自然保育和諧共融的一面，其北部和南部約45公頃的土地會保留作農業用途。

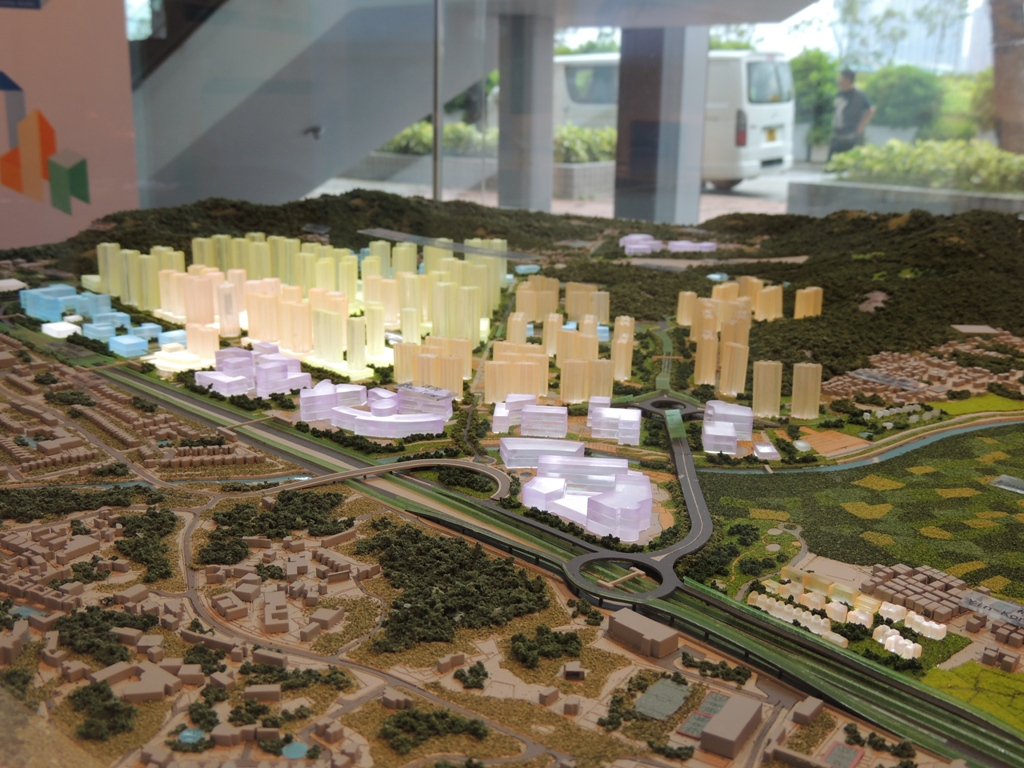
《新界東北發展計劃》古洞北規劃模型

## 交通網絡
鐵路交通方面，新發展區有港鐵東鐵綫貫穿，亦有古洞站的預留興建位置，現正興建中。道路交通方面，9號幹線的粉嶺公路在新發展區以南經過。此外新發展區東北面亦有會興建擬建的粉嶺繞道，新的公路會連接新界各區。
新發展區亦會建設完善的單車徑網絡，連接區內主要活動地點和粉嶺、上水現有的單車徑網絡，以及粉嶺北新發展區的擬議單車徑網絡。

## 發展歷程
2021年4月27日新鴻基地產以86.14億元，奪得古洞第25區地皮，成為古洞北首幅批出的商住用地，折合每呎樓面地價高達7184元，較市場估值高出近43.6%。地盤面積約19.99萬方呎，最高可建樓面面積約約119.9萬方呎，按照賣地條件，發展商日後需要興建公共運輸交滙處，涉及約6.78萬方呎，相關面積納入總樓面內，將來提供的商業面積不可拆售，而項目亦需於2028年12月31日前竣工。
2021年7月28日，古洞24區地皮招標結果公佈，由會德豐地產以41.85億元投得，平均呎價為8499元。地盤面積約8.2萬方呎，最高可建樓面面積約約49.2萬方呎。
2022年2月，教育局推出古洞29區一幅擬建後千禧校舍用地，供現有校舍不合規格的小學重置，亦是發展區內第一間小學，預計2027年完工遷入。該擬建校舍已於2023年1月，分配予香海正覺蓮社佛教陳式宏學校。
2025年1月，發展局公佈北都屋邨命名比賽結果，當中古洞北第19區公屋命名為「古雋邨」。

### 發展區施工圖集

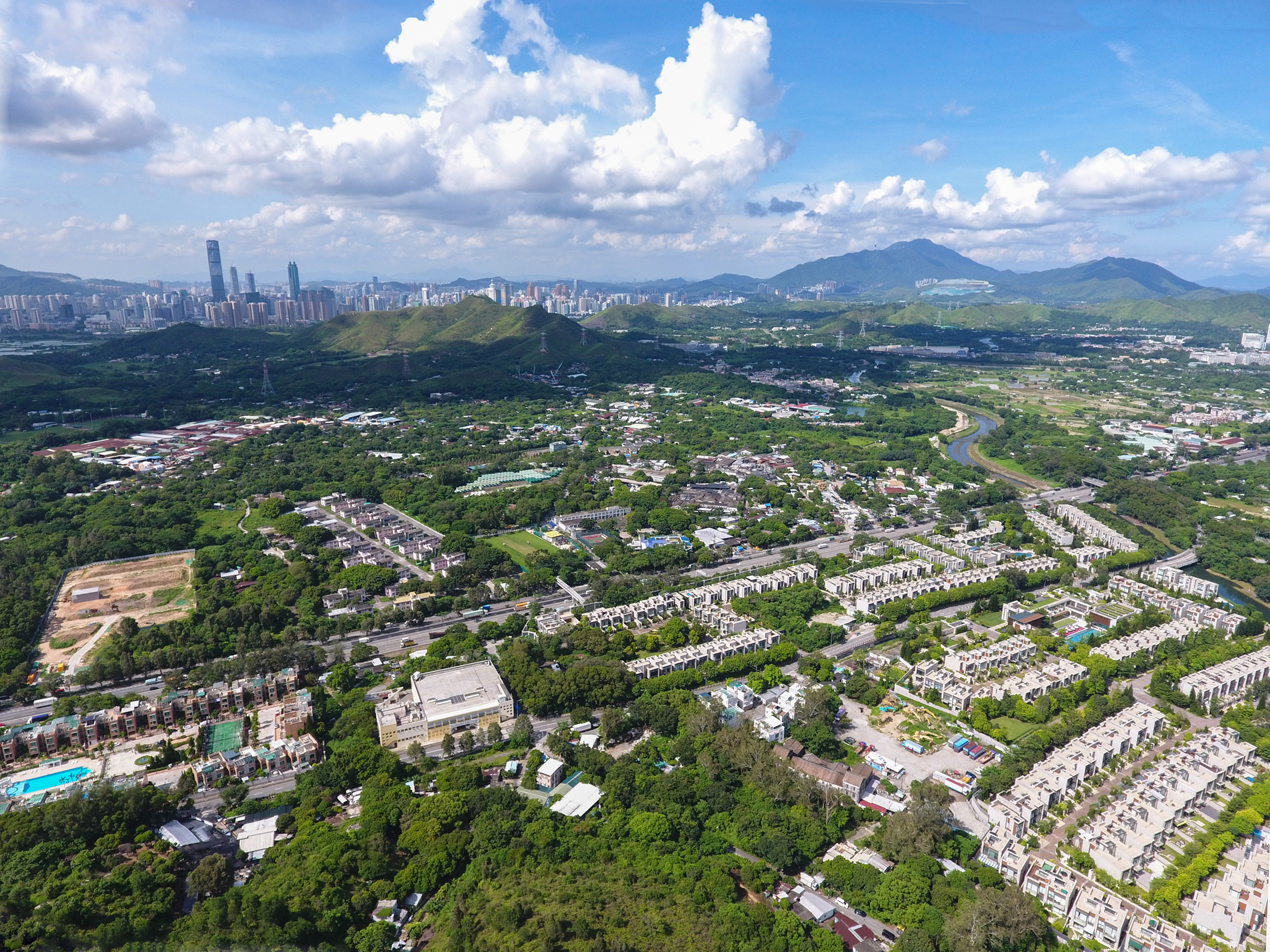
開發前的古洞北（2017年）
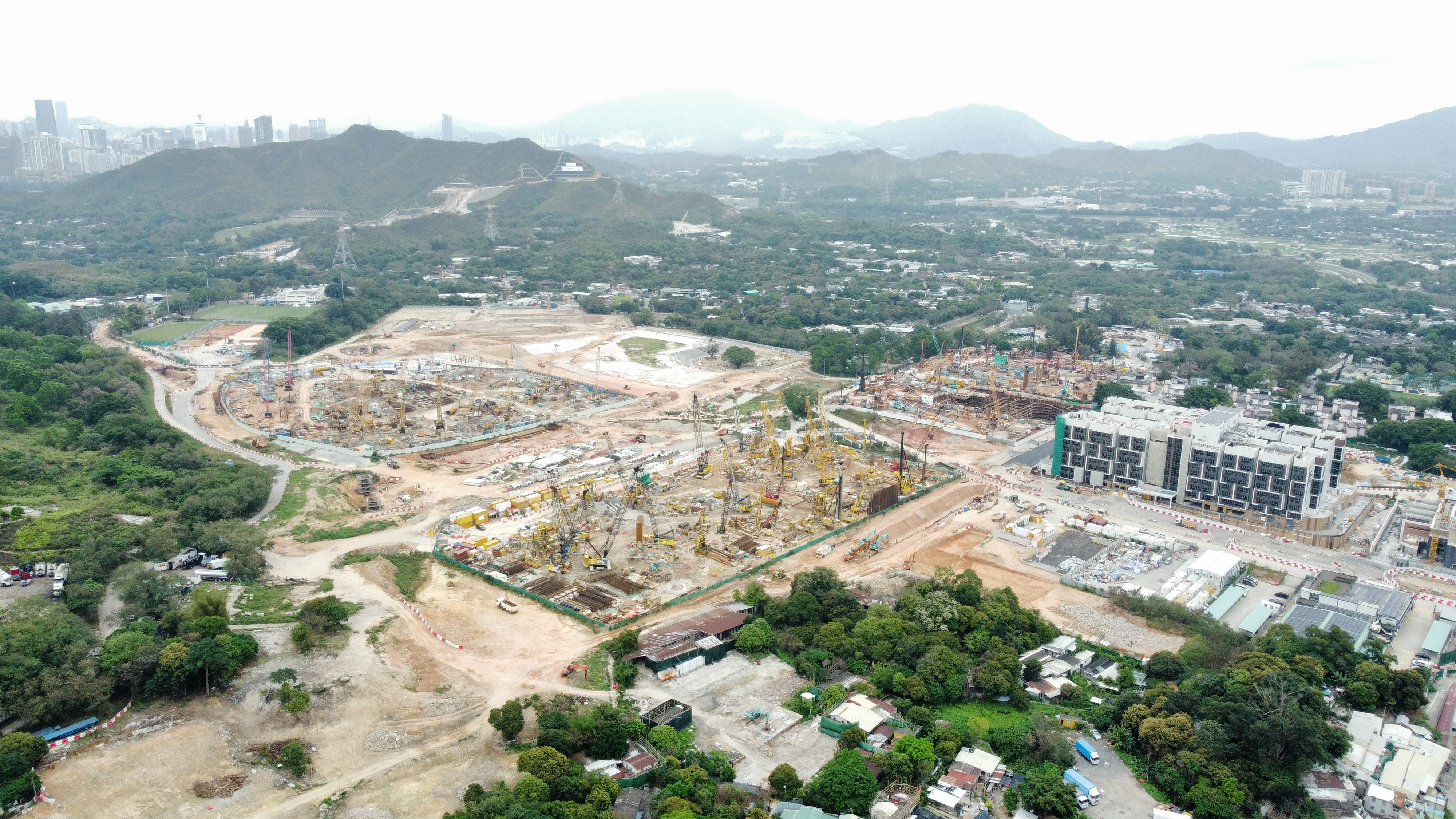
2023年4月
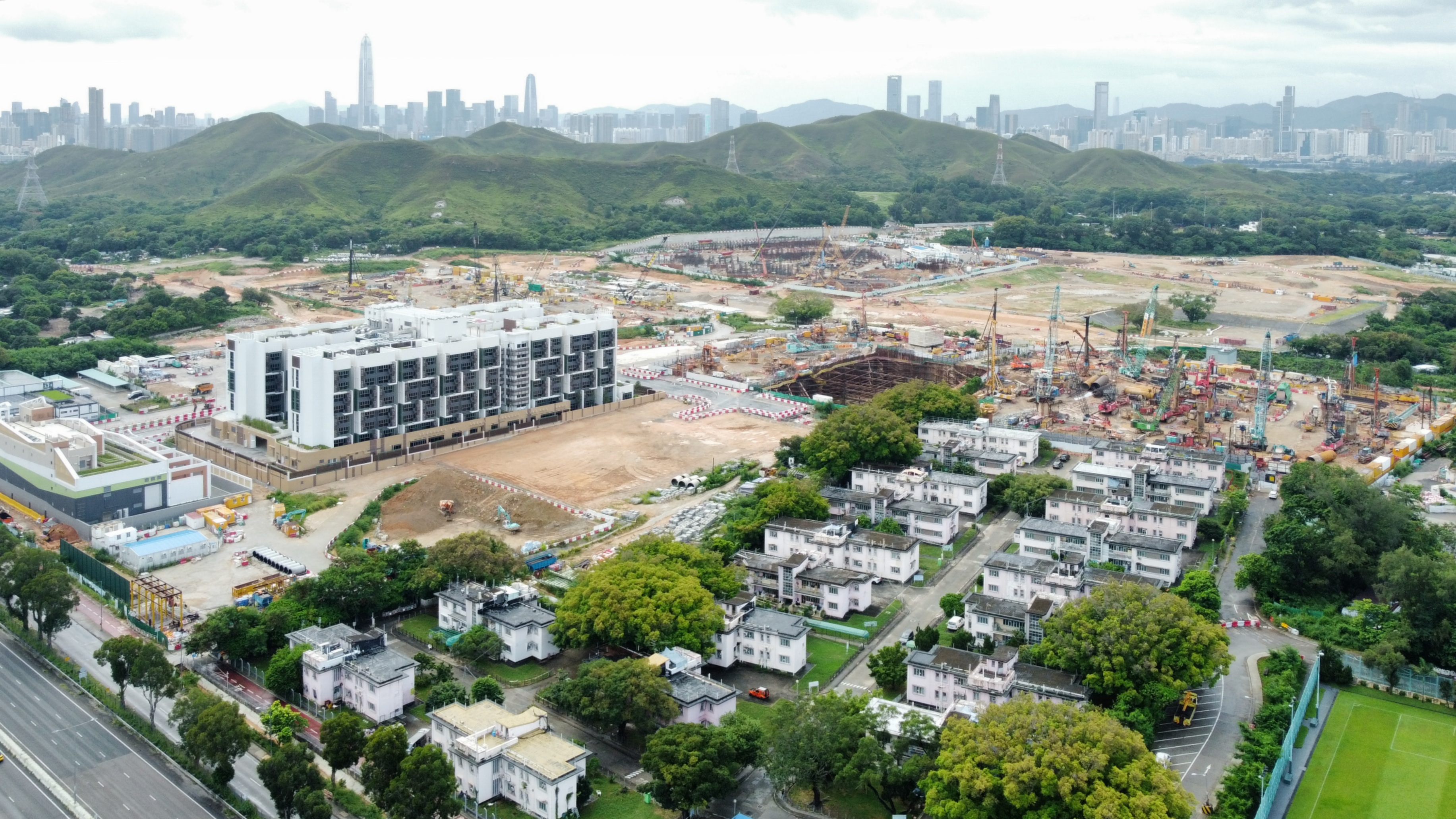
2023年7月
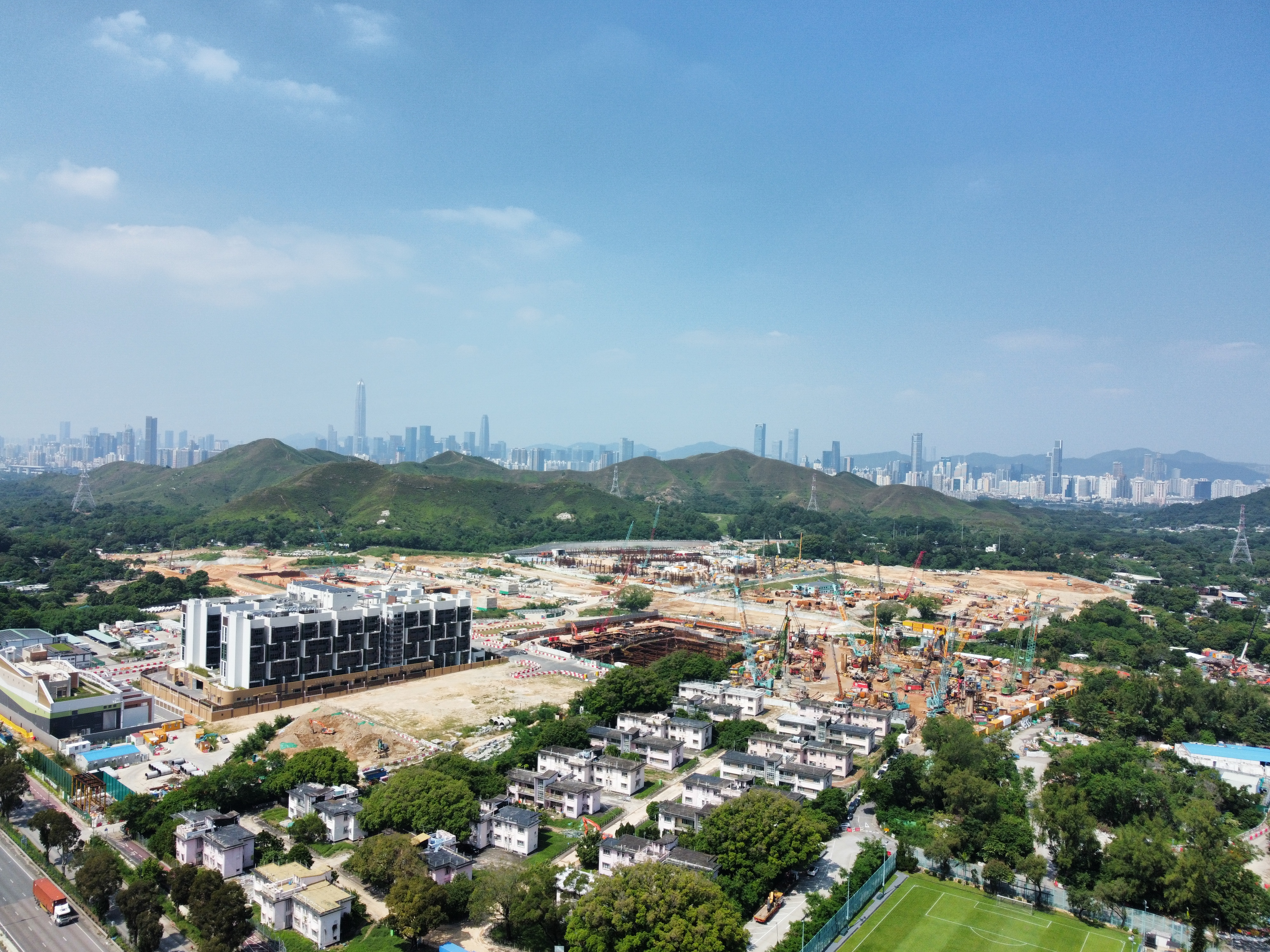
2023年10月
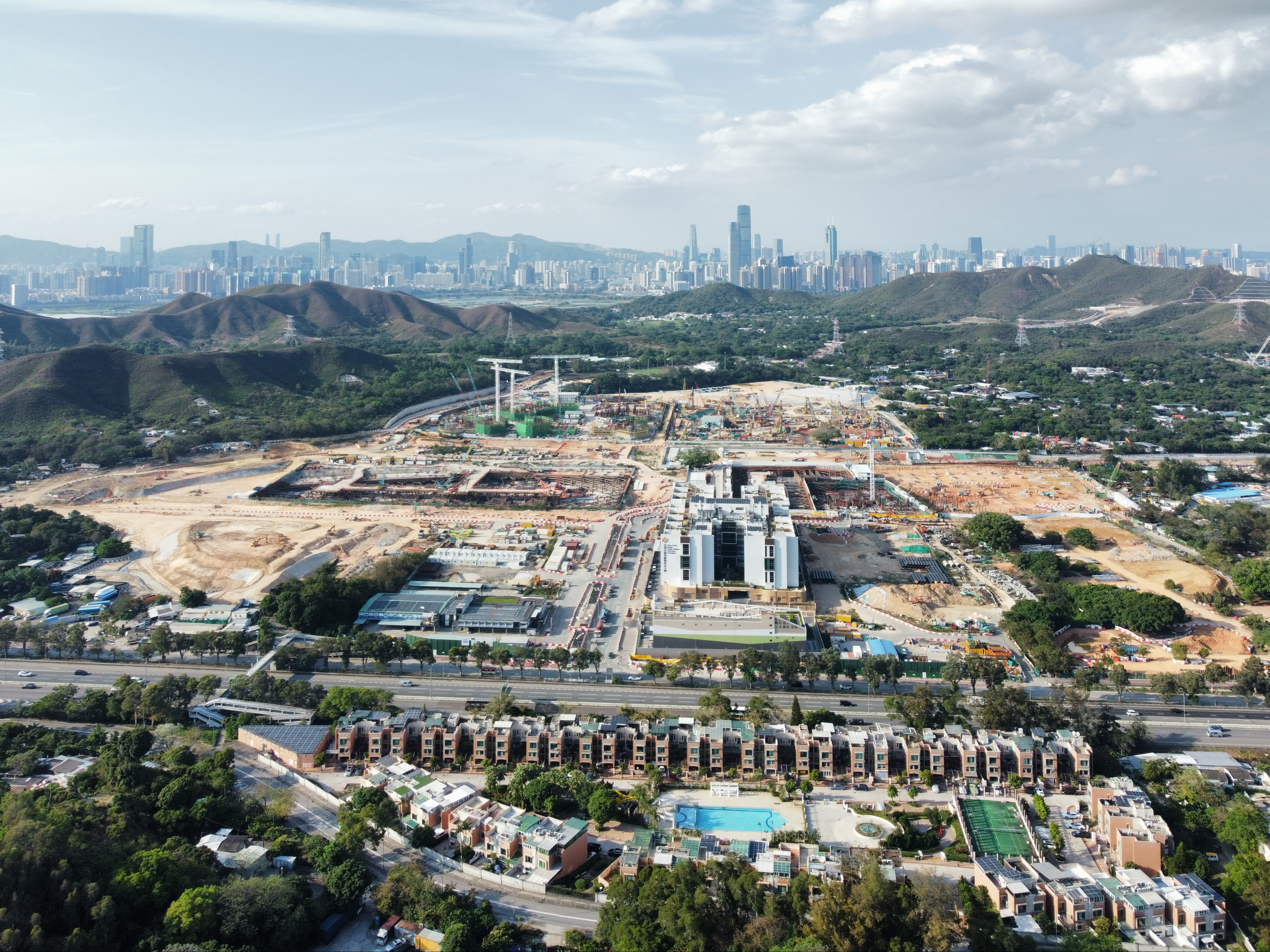
首批住宅開展上蓋工程（2024年3月）
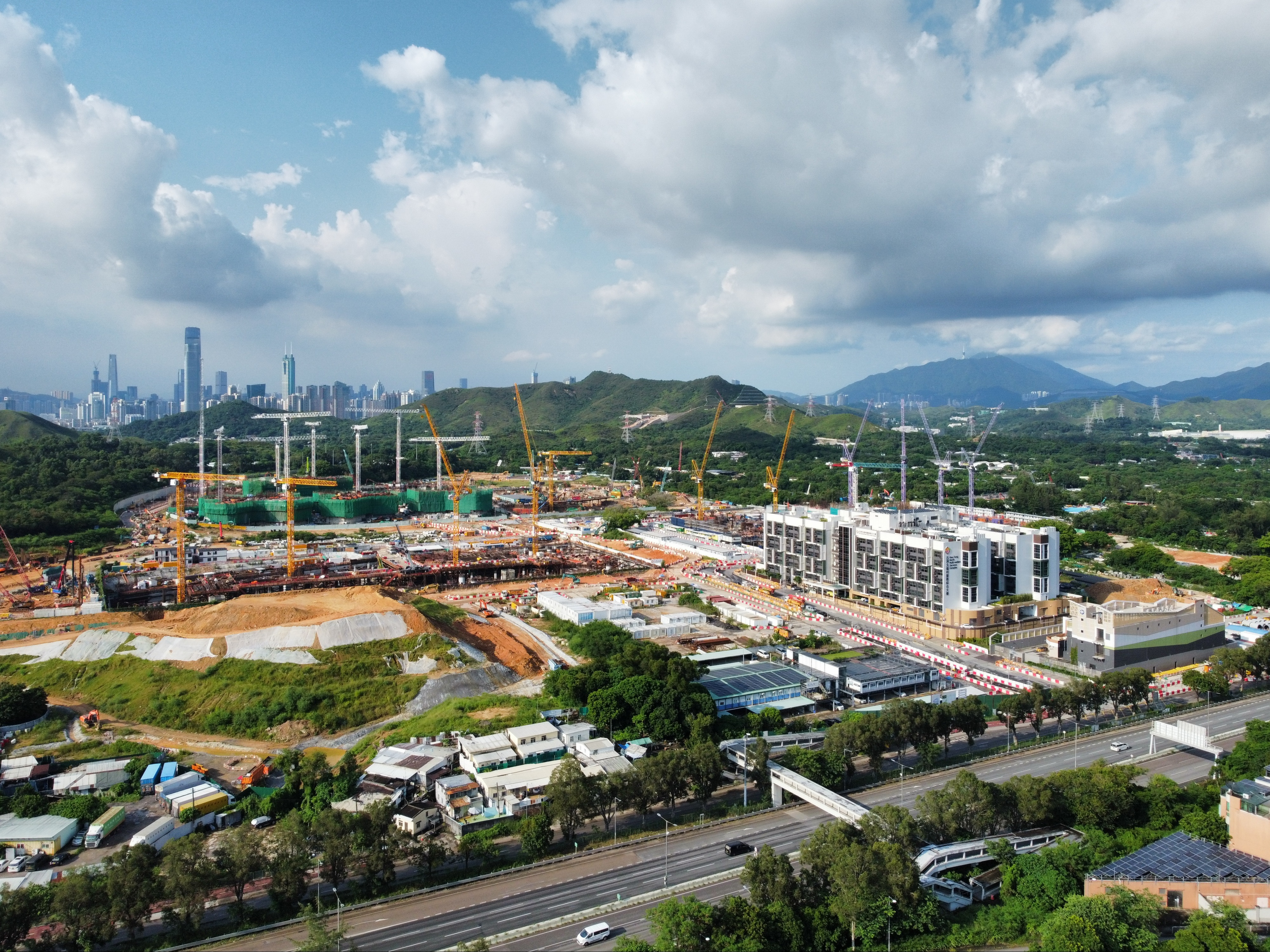
2024年9月
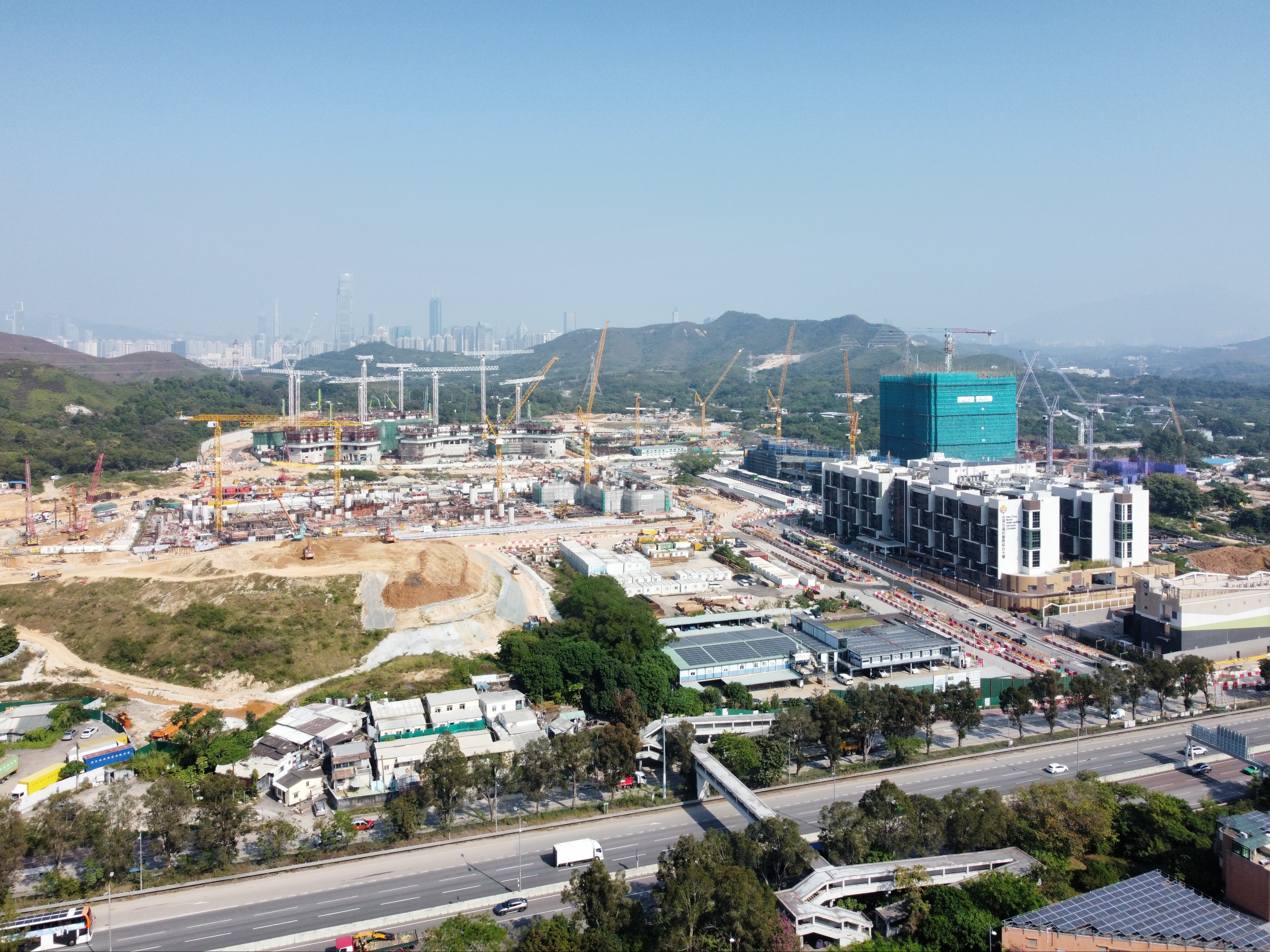
2024年12月
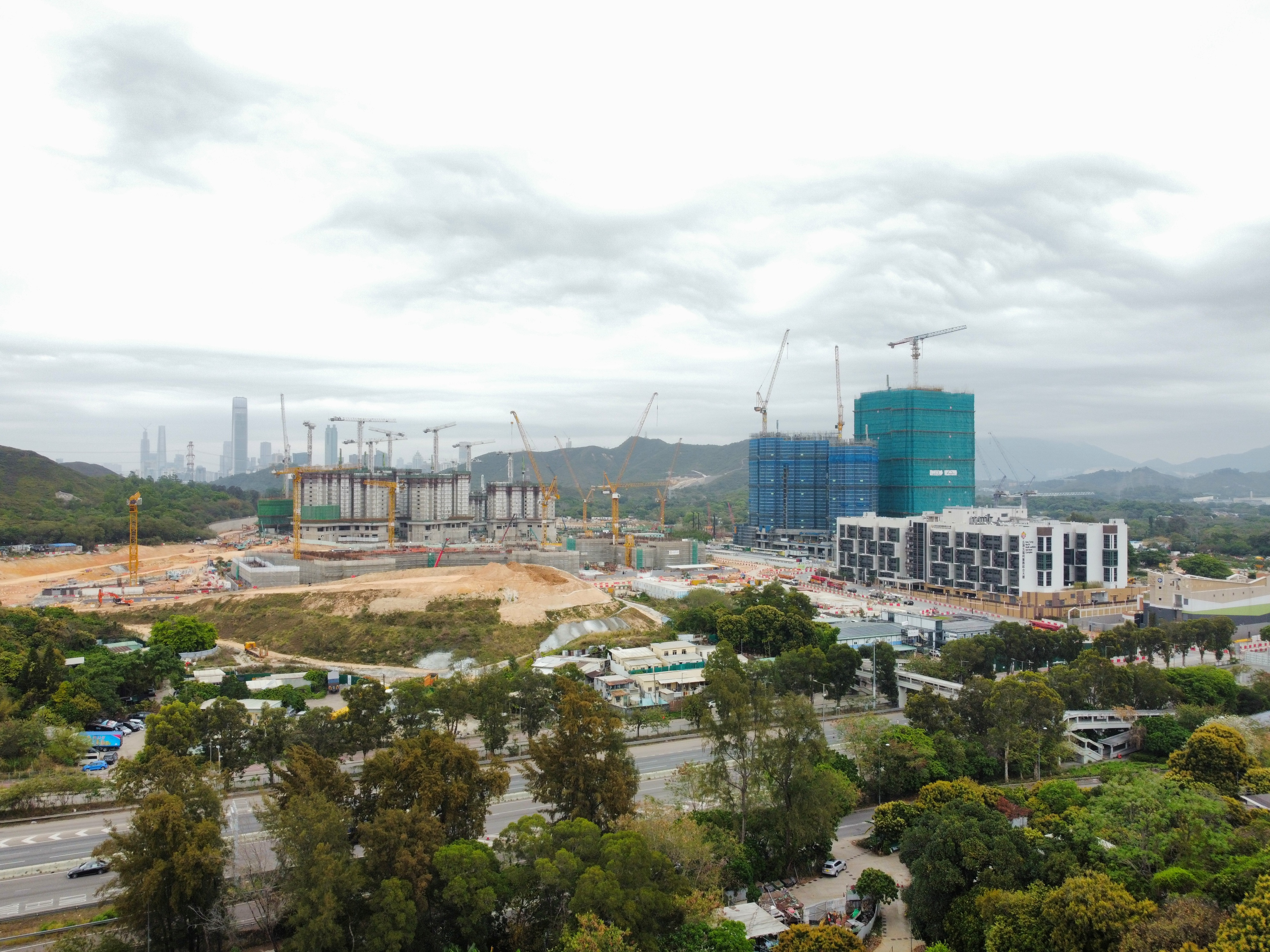
2025年4月
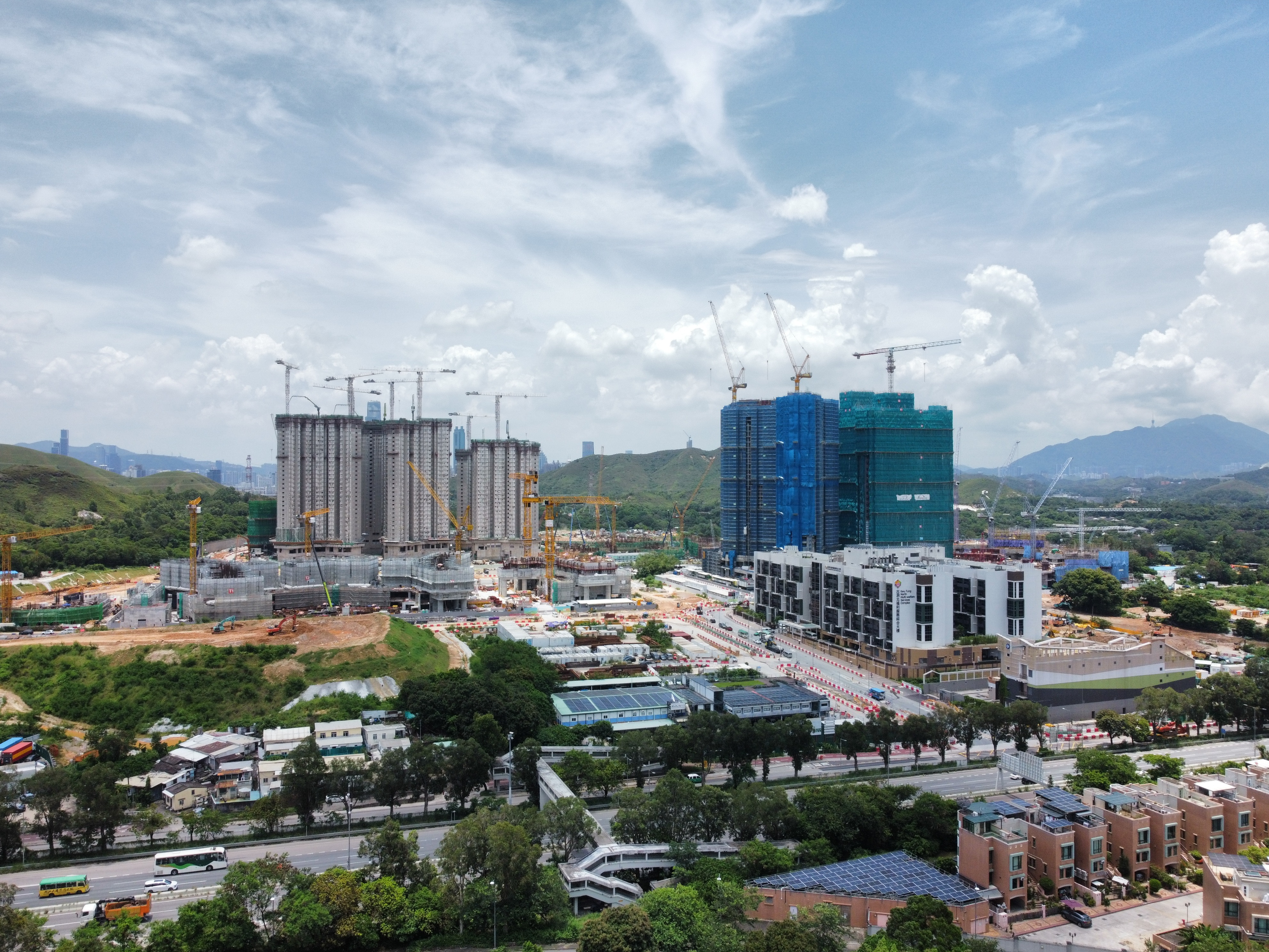
2025年7月

## 外部連結
- 新界東北新發展區規劃及工程研究（页面存档备份，存于）
- 立法會發展事務委員會討論文件（2008年2月26日）[永久]
- 香港地方 - 未來發展區（页面存档备份，存于）
- 研究範圍位置圖